# Самолётова, Зоя Петровна
Зоя Петровна Самолётова (22 мая 1930, Ленинград — 09 апреля 1999, гор. Пушкин, Санкт-Петербург) — советский хозяйственный, государственный и политический деятель. Депутат Верховного Совета СССР двух созывов (9-й созыв и 10-й созыв), член Совета Союза. Бригадир швейного производственного объединения «Большевичка».

## Биография
Родилась в 1930 году в Ленинграде. Житель блокадного Ленинграда. От голода во время блокады умерла сестра и мама. Отец и брат погибли на фронте. Эвакуирована по дороге Жизни в 1942 году.
Окончила ремесленное училище в Ленинграде.
В 1946—1960 — портниха Ленинградского Дома моделей.
В 1960—1964 — портниха производственного комбината универмага «Дом ленинградской торговли».
В 1964—1990 — швея-мотористка Ленинградского швейного объединения «Большевичка».
Депутат Верховного Совета СССР 9-го и 10-го созывов.
Жила в городе Пушкин, Санкт-Петербург на Октябрьском бульваре.
Похоронена на Кузьминском кладбище в городе Пушкине

## Награды
- Орден Дружбы народов (1981)
- Медаль За оборону Ленинграда
- Знак «Жителю блокадного Ленинграда»

## Память
- Носов О. А. Доверие. — Л.: Лениздат, 1980. — 72 с. — (Серия «За строкой конституции СССР»).
- Колотило М. Н. Толстовский дом. Люди и судьбы / Под научн. ред. д. ист. н. В. Г. Смирнова-Волховского. — СПб.: Искусство России, 2010. — 296 с.: илл. — (Серия книг «Толстовский Дом»; вып.1). ISBN 978-5-98361-119-1 . — С. 196, параграф «Самолётова Зоя Петровна».
- Колотило М. Н. Толстовский дом. Созвездие имён / Под научн. ред. д. ист. н. В. Г. Смирнова-Волховского. — СПб.: Искусство России, 2011. — 392 с.: илл. — (Серия книг «Толстовский Дом»; вып.2). ISBN 978-5-98361-155-9. — С. 281, раздел «Зоя Петровна Самолётова».

## Семья
Муж — Самолётов Александр Иванович (26.06.1923 — 24.02.2002), участник Великой Отечественной войны, награждён медалями.
Сын — Самолётов Юрий Александрович
Сын — Самолётов Сергей Александрович (род. 19.12.1962), кандидат филологических наук, доцент. Профессиональный журналист.
Крёстный сын — Колотило Леонид Григорьевич